# Nazionale maschile di rugby a 15 della Turchia
La nazionale di rugby XV della Turchia (Türkiye Millî Ragbi Birliği Takımı) rappresenta la Turchia nel rugby a 15 in ambito internazionale, la squadra è in via di allestimento.